# Phoma macrocapsa
Phoma macrocapsa är en lavart som beskrevs av Trail 1886. Phoma macrocapsa ingår i släktet Phoma, ordningen Pleosporales, klassen Dothideomycetes, divisionen sporsäcksvampar och riket svampar.   Inga underarter finns listade i Catalogue of Life.